# Amy Jackson
Amy Jackson (Douglas, 31 januari 1992) is een voormalig Britse actrice die voornamelijk in Hindi- en Tamil films speelde.

## Biografie
Jackson won in 2009 Miss Teen World in Amerika en startte een modellencarrière in Engeland. Ze werkte voor grote merken als Hugo Boss, Carolina Herrera, JW Anderson, Bulgari en Cartier. Jackson werd opgeroepen auditie te doen in Londen voor de film Madrasapattinam, ondanks geen acteer ervaring te hebben kreeg ze de rol en startte zo haar film carrière in India. Jackson was ook in 2017 in het derde seizoen in de Amerikaanse televisieserie Supergirl te zien als Irma Ardeen.

## Privéleven
Jackson woonde van 2012 tot 2015 in Mumbai, zij keerde terug naar Londen. 
Jackson is getrouwd met acteur Ed Westwick. Uit een eerdere relatie heeft ze een zoon.

## Filmografie
| Jaar | Film               | Rol                       | Taal    | Opmerking          |
| ---- | ------------------ | ------------------------- | ------- | ------------------ |
| 2010 | Madrasapattinam    | Amy Wilkinson/ Duraiammal | Tamil   |                    |
| 2012 | Ekk Deewana Tha    | Jessie Thekkekuttu        | Hindi   |                    |
| 2012 | Thaandavam         | Sara Vinayagam Pillai     | Tamil   |                    |
| 2014 | Yevadu             | Shruthi                   | Telugu  |                    |
| 2015 | I                  | Diya                      | Tamil   |                    |
| 2015 | Singh Is Bliing    | Sara                      | Hindi   |                    |
| 2015 | Thanga Magan       | Hema D'Souza              | Tamil   |                    |
| 2016 | Gethu              | Nandhini Ramanujan        | Tamil   |                    |
| 2016 | Theri              | Annie                     | Tamil   |                    |
| 2016 | Freaky Ali         | Megha                     | Hindi   |                    |
| 2016 | Devi               | Jennifer                  | Tamil   | nummer "Chal Maar" |
| 2017 | Boogie Man         | Natalie                   | Engels  |                    |
| 2018 | The Villain        | Sita                      | Kannada |                    |
| 2018 | 2.0                | Nila                      | Tamil   |                    |
| 2024 | Mission: Chapter 1 | Sandra James              | Tamil   |                    |
| 2024 | Crakk              | Patricia Novak            | Hindi   |                    |